# تشن يو (كاتب)
تشن يو هو كاتب صيني، ولد في 18 مارس 1944 في ووشي في الصين.